# باري سادلر
باري سادلر (بالإنجليزية: Barry Sadler)‏ (1 نوفمبر 1940 في كارلسباد، نيومكسيكو - 5 نوفمبر 1989 ) موسيقي، ومغني، وروائي، ومغن مؤلف، وجندي من الولايات المتحدة.

## الجوائز
- وسام القلب الأرجواني

## روابط خارجية
- باري سادلر على موقع IMDb (الإنجليزية)
- باري سادلر على موقع الموسوعة البريطانية (الإنجليزية)
- باري سادلر على موقع ميوزك برينز (الإنجليزية)
- باري سادلر على موقع ديسكوغز (الإنجليزية)
- باري سادلر على موقع قاعدة بيانات الفيلم (الإنجليزية)